# Metulla
Metulla (hebreiska: מטלה) är en ort i Israel.   Den ligger i distriktet Norra distriktet, i den norra delen av landet. Metulla ligger 525 meter över havet och antalet invånare är 1 466.
Terrängen runt Metulla är kuperad. Runt Metulla är det tätbefolkat, med 591 invånare per kvadratkilometer. Närmaste större samhälle är Qiryat Shemona, 8,0 km söder om Metulla. Trakten runt Metulla består till största delen av jordbruksmark.